# Стадион имени Эстанислао Лопеса
Стадио́н и́мени брига́дного генера́ла Эстанисла́о Ло́песа (исп. El Estadio Brigadier General Estanislao López) — многоцелевой стадион в Санта-Фе, Аргентина, расположенный на юге города, недалеко от реки Рио-Саладо. Стадион был открыт 9 июля 1946 года матчем между «Колоном» и «Бока Хуниорс», который завершился победой «Боки» со счётом 1:2.

## История
Стадион был назван в честь первой леди Аргентины, Эвиты Перон, которая поддержала «Колон» при вступление в Ассоциацию футбола Аргентины. Но с произошедшим в стране переворотом был свергнут её муж, Хуан Доминго Перон, и их имена были запрещены, а стадион получил имя «бригадного генерала Эстанислао Лопеса», участника и одного из руководителей борьбы за независимость Аргентины, губернатора провинции Санта-Фе в 1818—1838 годах. Арена получила прозвище «Кладбище слонов» из-за того, что в течение пяти десятилетий гранды аргентинского футбола неоднократно теряли очки на этом стадионе.

## События
26 мая 2007 года на Эстанислао Лопес прошел регбийный матч между сборными командами Аргентины и Ирландии. 20 мая 2009 года состоялся футбольный матч между сборной Аргентины и сборной Панамы. Матч завершился со счётом 3:1 в пользу аргентинцев. 1 июня 2009 года в столице багамских островов Нассау на съезде КОНМЕБОЛ президент Ассоциации футбола Аргентины Хулио Грондона подтвердил, что Аргентина проведёт Кубок Америки 2011, а Санта-Фе будет одним из городов, где пройдёт турнир.
Стадион принял три матча группового этапа Кубка Америки и один четвертьфинальный матч между сборными Аргентины и Уругвая, который завершился победой «Селесте» в серии послематчевых пенальти
| 3 июля 2011, 18:30 UTC-3 | \| Парагвай \| 0:0 (0:0) Протокол \| Эквадор \| | Эстанислао Лопес, Санта-Фе Зрителей: Судья: Серхио Пессотта |
| Парагвай                 | 0:0 (0:0) Протокол                              | Эквадор                                                     |

| 6 июля 2011, 21:45 UTC-3 | \| Аргентина \| 0:0 (0:0) Протокол \| Колумбия \| | Эстанислао Лопес, Санта-Фе Зрителей: Судья: Салвио Фагундес Филью |
| Аргентина                | 0:0 (0:0) Протокол                                | Колумбия                                                          |

| 10 июля 2011, 16:00 UTC-3 | \| Колумбия \| 2:0 (2:0) Протокол \| Боливия \| \| Фалькао 14′, 28′ (пен.) \| Голы \| \| | Эстанислао Лопес, Санта-Фе Зрителей: Судья: Франсиско Чакон Гутьеррес |
| Колумбия                  | 2:0 (2:0) Протокол                                                                       | Боливия                                                               |
| Фалькао 14′, 28′ (пен.)   | Голы                                                                                     |                                                                       |

| 16 июля 2011, 19:15 UTC-3 | \| Аргентина \| 1:1 (4:5 пен.) Протокол \| Уругвай \| \| Игуаин 17′ \| Голы \| Перес 5′ \| | Эстанислао Лопес, Санта-Фе Зрителей: Судья: Карлос Амарилья |
| Аргентина                 | 1:1 (4:5 пен.) Протокол                                                                    | Уругвай                                                     |
| Игуаин 17′                | Голы                                                                                       | Перес 5′                                                    |

|                                               |     | Пенальти                                       |
| Месси · Бурдиссо · Тевес · Пасторе · Игуаин · | 4:5 | Форлан · Суарес · Скотти · Гаргано · Касерес · |

17 июня 2017 года стадион принимал регбийный матч между сборными Аргентины и Англии в рамках турне сборной Англии. Игра завершилась победой гостей со счётом 25:35.